# Fort Rohtas
Fort Rohtas (ook Qila Rohtas genoemd) is een versterking uit de 16e eeuw die in Pakistan te bezichtigen is. Het is gelegen op 190 kilometer van de stad Rawalpindi.
Het precieze ontstaan van het fort is onbekend, maar de oudste monumenten die er te vinden zijn dateren van in de 7e eeuw. Het fort werd nooit ingenomen door geweld, maar steeds door misleiding en hinderlagen. Het was vaak een toevluchtsoord voor duizenden burgers. In 1539 werd het fort dat voordien in handen was van Hindoe-koningen, veroverd door Sher Shah Suri, een Afghaanse leider. Sher Shah Suri had zijn eigen fort verloren in een gevecht met Humayun, en was op zoek naar een nieuw toevluchtsoord. Door een list wist hij zijn leger binnen in het fort te krijgen, waarna hij de leider ervan op de vlucht joeg. Tijdens de heerschappij van Sher Shah Suri werd het fort door 10000 soldaten bewaakt. In de 18de eeuw bleef het fort langer dan een eeuw verlaten, tot tijdens de eerste Indische Onafhankelijkheidsstrijd in 1857 de revolutionairen er hun toevlucht zochten.
Het is het ideale voorbeeld van de militaire moslimarchitectuur en staat symbool voor de macht van Sher Shah Suri, die over India heeft geregeerd van 1540 tot 1545. De muren ervan strekken zich uit over meer dan vier kilometer, hebben twaalf poorten en 69 bastions. De bastions dienden om de muur te versterken maar geven tevens het fort een zekere elegantie. Van de twaalf poorten zijn er verschillende nog erg goed bewaard gebleven, die getuigen van een fijn staaltje architectuur.
Binnenin het fort bevinden zich verschillende monumenten die de reflectie zijn van de macht van de verschillende heersers. Er staan zowel islamitische gebouwen zoals moskeeën en tombes met een sterke Indo-islamitische stijl, als andere gebouwen zoals paleizen of rechtshoven die liberale lokale invloeden reflecteren.
Het fort staat sinds 1980 op de Werelderfgoedlijst van UNESCO.
Fort Rohtas · Fort en Shalamar-tuinen in Lahore · Archeologische ruïnes van Mohenjodaro · Historische monumenten te Makli, Thatta · Taxila ·
Boeddhistische ruïnes van Takht-i-Bahi en aangrenzende stadsresten van Sahr-i-Bahlol